# Acanthodica cabra
Acanthodica cabra là một loài bướm đêm thuộc họ Noctuidae. Nó được tìm thấy ở Ecuador.